# Kei Honda
Pour les articles homonymes, voir Honda (homonymie).
Kei Honda (本田 奎), né le 5 juillet 1997, à Kawasaki, au Japon, est un joueur professionnel de shogi japonais.

## Biographie

### Premières années
Kei Honda a appris à jouer au shogi avec son père vers l'âge de cinq ans,. En septembre 2009, il intègre le centre de formation de la fédération japonaise de shogi sous la tutelle de Toshio Miyata (ja),.
Honda atteint le grade de 3e dan en avril 2015, ce qui lui donne le droit de participer au tournoi d'obtention du statut de professionnel. Il commence à cette période à utiliser des programmes de shogi pour s'entraîner et estime que cela lui a permis d'améliorer son jeu. Il remporte la ligue des 3e dan en 2018 avec quinze victoires et trois défaites, et devient alors professionnel,.

### Carrière au shogi
En décembre 2019, Honda remporte les sélections du Kiō pour affronter Akira Watanabe en finale de la 45e édition du tournoi. Cela fait de lui le premier joueur à atteindre la finale d'un titre majeur à sa première tentative, le deuxième plus rapide à atteindre ce stade après être passé professionnel et le premier 4e dan à y arriver depuis 1992,.

## Palmarès
Honda a été finaliste du Kiō en 2019.